# Mischocyttarus sprucei
Mischocyttarus sprucei är en getingart som beskrevs av Cooper 1997. Mischocyttarus sprucei ingår i släktet Mischocyttarus och familjen getingar. Inga underarter finns listade i Catalogue of Life.